# Nurachi
Nurachi là một đô thị ở tỉnh Oristano trong vùng Sardinia, có khoảng cách khoảng 100 km về phía tây bắc của Cagliari và cách khoảng 9 km về phía tây bắc của Oristano. Tại thời điểm ngày 31 tháng 12 năm 2004, đô thị này có dân số 1.671 người và diện tích là 15,9 km².
Nurachi giáp các đô thị: Baratili San Pietro, Cabras, Oristano, Riola Sardo.